# Безкрести курасо
Безкрести курасо (лат. Mitu tomentosum) је врста птице из рода Mitu, породице Cracidae. Нема ниједну подврсту. Живи у Бразилу, Колумбији, Гвајани и Венецуели. Природна станишта су му суптропске и тропске влажне низинске шуме.
Просечно је дуга око 84 cm. Има плавкасто-црно перје, док су ноге наранџасте боје. Живи у кишним шумама у пару, сам, или пак у мањим групама.